# Liste der Nummer-eins-Hits in den britischen Charts (2020)
Dies ist eine Liste der Nummer-eins-Hits in den britischen Charts im Jahr 2020. Sie basiert auf den Official Singles Chart Top 100 und den Albums Chart Top 100, die von der Official Charts Company ermittelt werden.
Die britischen Charts werden unmittelbar nach Ende der Verkaufswoche veröffentlicht und gelten für die der Verkaufswoche folgende Woche. Ausgabedatum ist der letzte Tag der Woche, also der Donnerstag eine Woche nach Ende der Verkaufswoche.

## Singles
| ← 2019 ← | Liste der Nummer-eins-Hits in den britischen Charts | Liste der Nummer-eins-Hits in den britischen Charts            | Liste der Nummer-eins-Hits in den britischen Charts                                                                                    | 2021 → |
| \| Zeitraum \| Wo. ges. \| Interpret \| Titel Autor(en) \| Zusätzliche Informationen \| \| (Zeitraum, Wochen auf Platz eins, Interpret, Titel, Autor[en], zusätzliche Informationen) \| \| \| \| \| \| ----------------------------------------------------------------------------------------- \| -------- \| -------------------------------------------------------------- \| -------------------------------------------------------------------------------------------------------------------------------------- \| -------------------------------------------------------------------------------------------------------------------------------------------------------------------------------------------------------------------------------------------------------------------------------------------------------------------------------------------------------------------------------------------------------------- \| \| 27. Dezember 2019 – 2. Januar 2020 1 Woche \| 1 \| Ellie Goulding \| River Joni Mitchell \| – \| \| 3. Januar 2020 – 23. Januar 2020 3 Wochen \| 3 \| Stormzy feat. Ed Sheeran & Burna Boy \| Own It Michael Omari, Edward Sheeran, Fred Gibson, Damini Ogulu \| – \| \| 24. Januar 2020 – 30. Januar 2020 1 Woche \| 1 \| Eminem feat. Juice Wrld \| Godzilla Marshall Mathers, Jarad Higgins, David Doman, Luis Resto, A. Villasana \| – \| \| 31. Januar 2020 – 6. Februar 2020 1 Woche \| 1 \| Lewis Capaldi \| Before You Go Lewis Capaldi, Ben Kohn, Pete Kelleher, Phil Plested, Tom Bames \| – \| \| 7. Februar 2020 – 20. Februar 2020 2 Wochen (insgesamt 8) \| 8 \| The Weeknd \| Blinding Lights Abel Tesfaye, Ahmad Balshe, Jason Quenneville, Max Martin, Oscar Holter \| – \| \| 21. Februar 2020 – 27. Februar 2020 1 Woche \| 1 \| Billie Eilish \| No Time to Die Billie Eilish, Finneas O’Connell \| – \| \| 28. Februar 2020 – 19. März 2020 3 Wochen (insgesamt 8) \| 8 \| The Weeknd \| Blinding Lights Abel Tesfaye, Ahmad Balshe, Jason Quenneville, Max Martin, Oscar Holter \| – \| \| 20. März 2020 – 2. April 2020 2 Wochen \| 2 \| Saint Jhn \| Roses Carlos St. John Phillips, Lee Stanshenko \| – \| \| 3. April 2020 – 23. April 2020 3 Wochen (insgesamt 8) \| 8 \| The Weeknd \| Blinding Lights Abel Tesfaye, Ahmad Balshe, Jason Quenneville, Max Martin, Oscar Holter \| – \| \| 24. April 2020 – 30. April 2020 1 Woche \| 1 \| Michael Ball, Captain Tom Moore & The NHS Voices of Care Choir \| You’ll Never Walk Alone Oscar Hammerstein II \| Am letzten Tag (30. April) auf Platz eins der britischen Single-Charts wurde der Interpret Tom Moore 100 Jahre alt. Damit ist er der älteste Interpret, der jemals einen Nummer-eins-Hit in den britischen Top 40 hatte. Gleichzeitig ist das Lied You’ll Never Walk Alone bereits in der dritten Version (nach Gerry & the Pacemakers und The Crowd) auf der Spitzenposition der britischen Charts vertreten. \| \| 1. Mai 2020 – 7. Mai 2020 1 Woche \| 1 \| Live Lounge Allstars \| Times Like These Dave Grohl, Taylor Hawkins, Nate Mendel, Chris Shiflett \| – \| \| 8. Mai 2020 – 14. Mai 2020 1 Woche \| 1 \| Drake \| Toosie Slide Aubrey Graham, Ozan Yildirim \| – \| \| 15. Mai 2020 – 28. Mai 2020 2 Wochen (insgesamt 6) \| 6 \| DaBaby feat. Roddy Ricch \| Rockstar Jonathan Kirk, Rodrick Moore Jr., Ross Portaro IV \| – \| \| 29. Mai 2020 – 4. Juni 2020 1 Woche \| 1 \| Lady Gaga & Ariana Grande \| Rain on Me Stefani Germanotta, Ariana Grande, Nija Charles, Rami Yacoub, Michael Tucker, Martin Bresso, Alexander Ridha, Matthew Burns \| – \| \| 5. Juni 2020 – 2. Juli 2020 4 Wochen (insgesamt 6) \| 6 \| DaBaby feat. Roddy Ricch \| Rockstar Jonathan Kirk, Rodrick Moore Jr., Ross Portaro IV \| – \| \| 3. Juli 2020 – 23. Juli 2020 3 Wochen \| 3 \| Jawsh 685 & Jason Derulo \| Savage Love (Laxed – Siren Beat) Jacob Kasher Hindlin, Jason Derulo, Joshua Nanai, Philippe Greiss \| – \| \| 24. Juli 2020 – 3. September 2020 6 Wochen \| 6 \| Joel Corry feat. MNEK \| Head & Heart Joel Corry, Lewis Thompson, Neave Applebaum, Robert Harvey, John Courtidis, Daniel Dare, Uzoechi Emenike, Leo Kalyan \| – \| \| 4. September 2020 – 24. September 2020 3 Wochen \| 3 \| Cardi B feat. Megan Thee Stallion \| WAP Belcalis Almanzar, Megan Pete, James Foye III, Austin Owens, Frank Rodriguez \| – \| \| 25. September 2020 – 22. Oktober 2020 4 Wochen \| 4 \| 24kGoldn feat. Iann Dior \| Mood Golden Von Jones, Michael Olmo, Keegan Bach, Omer Fedi, Blake Slatkin \| – \| \| 23. Oktober 2020 – 29. Oktober 2020 1 Woche \| 1 \| Internet Money & Gunna feat. Don Toliver & Nav \| Lemonade Danny Snodgrass, Jr, Nicholas Mira, Sergio Kitchens, Caleb Toliver, Navraj Goraya, Alec Wigdahl, Jocelyn Donald, Elias Latrou \| – \| \| 30. Oktober 2020 – 10. Dezember 2020 6 Wochen \| 6 \| Ariana Grande \| Positions Angelina Barrett, Tommy Brown, Nija Charles, Steven Franks, Ariana Grande, London Tyler Holmes, James Jarvis \| – \| \| 11. Dezember 2020 – 24. Dezember 2020 2 Wochen (insgesamt 3) \| 3 \| Mariah Carey \| All I Want for Christmas Is You Mariah Carey, Walter Afanasieff \| 103 Wochen nach erstmaligem Charteinstieg und über 25 Jahre nach Erstveröffentlichung erreicht das Weihnachtslied erstmals den Spitzenplatz. Zuvor hatte der Song insgesamt sieben Wochen auf Position zwei verbracht. Für Carey ist es der dritte Nummer-eins-Erfolg, zuletzt stand sie im September 2000 an der Chartspitze. \| \| 25. Dezember 2020 – 31. Dezember 2020 1 Woche \| 1 \| LadBaby \| Don’t Stop Me Eatin’ Jonathan Cain, Neal Schon, Stephen Perry \| – \| |                                                     |                                                                | | |
| ← 2019 |                                                     |                                                                | | → 2021 → |
| Zeitraum | Wo. ges.                                            | Interpret                                                      | Titel Autor(en) | Zusätzliche Informationen |
| (Zeitraum, Wochen auf Platz eins, Interpret, Titel, Autor[en], zusätzliche Informationen) |                                                     |                                                                | | |
| 27. Dezember 2019 – 2. Januar 2020 1 Woche | 1                                                   | Ellie Goulding                                                 | River Joni Mitchell | – |
| 3. Januar 2020 – 23. Januar 2020 3 Wochen | 3                                                   | Stormzy feat. Ed Sheeran & Burna Boy                           | Own It Michael Omari, Edward Sheeran, Fred Gibson, Damini Ogulu                                                                        | – |
| 24. Januar 2020 – 30. Januar 2020 1 Woche | 1                                                   | Eminem feat. Juice Wrld                                        | Godzilla Marshall Mathers, Jarad Higgins, David Doman, Luis Resto, A. Villasana                                                        | – |
| 31. Januar 2020 – 6. Februar 2020 1 Woche | 1                                                   | Lewis Capaldi                                                  | Before You Go Lewis Capaldi, Ben Kohn, Pete Kelleher, Phil Plested, Tom Bames                                                          | – |
| 7. Februar 2020 – 20. Februar 2020 2 Wochen (insgesamt 8) | 8                                                   | The Weeknd                                                     | Blinding Lights Abel Tesfaye, Ahmad Balshe, Jason Quenneville, Max Martin, Oscar Holter                                                | – |
| 21. Februar 2020 – 27. Februar 2020 1 Woche | 1                                                   | Billie Eilish                                                  | No Time to Die Billie Eilish, Finneas O’Connell                                                                                        | – |
| 28. Februar 2020 – 19. März 2020 3 Wochen (insgesamt 8) | 8                                                   | The Weeknd                                                     | Blinding Lights Abel Tesfaye, Ahmad Balshe, Jason Quenneville, Max Martin, Oscar Holter                                                | – |
| 20. März 2020 – 2. April 2020 2 Wochen | 2                                                   | Saint Jhn                                                      | Roses Carlos St. John Phillips, Lee Stanshenko                                                                                         | – |
| 3. April 2020 – 23. April 2020 3 Wochen (insgesamt 8) | 8                                                   | The Weeknd                                                     | Blinding Lights Abel Tesfaye, Ahmad Balshe, Jason Quenneville, Max Martin, Oscar Holter                                                | – |
| 24. April 2020 – 30. April 2020 1 Woche | 1                                                   | Michael Ball, Captain Tom Moore & The NHS Voices of Care Choir | You’ll Never Walk Alone Oscar Hammerstein II                                                                                           | Am letzten Tag (30. April) auf Platz eins der britischen Single-Charts wurde der Interpret Tom Moore 100 Jahre alt. Damit ist er der älteste Interpret, der jemals einen Nummer-eins-Hit in den britischen Top 40 hatte. Gleichzeitig ist das Lied You’ll Never Walk Alone bereits in der dritten Version (nach Gerry & the Pacemakers und The Crowd) auf der Spitzenposition der britischen Charts vertreten. |
| 1. Mai 2020 – 7. Mai 2020 1 Woche | 1                                                   | Live Lounge Allstars                                           | Times Like These Dave Grohl, Taylor Hawkins, Nate Mendel, Chris Shiflett                                                               | – |
| 8. Mai 2020 – 14. Mai 2020 1 Woche | 1                                                   | Drake                                                          | Toosie Slide Aubrey Graham, Ozan Yildirim                                                                                              | – |
| 15. Mai 2020 – 28. Mai 2020 2 Wochen (insgesamt 6) | 6                                                   | DaBaby feat. Roddy Ricch                                       | Rockstar Jonathan Kirk, Rodrick Moore Jr., Ross Portaro IV                                                                             | – |
| 29. Mai 2020 – 4. Juni 2020 1 Woche | 1                                                   | Lady Gaga & Ariana Grande                                      | Rain on Me Stefani Germanotta, Ariana Grande, Nija Charles, Rami Yacoub, Michael Tucker, Martin Bresso, Alexander Ridha, Matthew Burns | – |
| 5. Juni 2020 – 2. Juli 2020 4 Wochen (insgesamt 6) | 6                                                   | DaBaby feat. Roddy Ricch                                       | Rockstar Jonathan Kirk, Rodrick Moore Jr., Ross Portaro IV                                                                             | – |
| 3. Juli 2020 – 23. Juli 2020 3 Wochen | 3                                                   | Jawsh 685 & Jason Derulo                                       | Savage Love (Laxed – Siren Beat) Jacob Kasher Hindlin, Jason Derulo, Joshua Nanai, Philippe Greiss                                     | – |
| 24. Juli 2020 – 3. September 2020 6 Wochen | 6                                                   | Joel Corry feat. MNEK                                          | Head & Heart Joel Corry, Lewis Thompson, Neave Applebaum, Robert Harvey, John Courtidis, Daniel Dare, Uzoechi Emenike, Leo Kalyan      | – |
| 4. September 2020 – 24. September 2020 3 Wochen | 3                                                   | Cardi B feat. Megan Thee Stallion                              | WAP Belcalis Almanzar, Megan Pete, James Foye III, Austin Owens, Frank Rodriguez                                                       | – |
| 25. September 2020 – 22. Oktober 2020 4 Wochen | 4                                                   | 24kGoldn feat. Iann Dior                                       | Mood Golden Von Jones, Michael Olmo, Keegan Bach, Omer Fedi, Blake Slatkin                                                             | – |
| 23. Oktober 2020 – 29. Oktober 2020 1 Woche | 1                                                   | Internet Money & Gunna feat. Don Toliver & Nav                 | Lemonade Danny Snodgrass, Jr, Nicholas Mira, Sergio Kitchens, Caleb Toliver, Navraj Goraya, Alec Wigdahl, Jocelyn Donald, Elias Latrou | – |
| 30. Oktober 2020 – 10. Dezember 2020 6 Wochen | 6                                                   | Ariana Grande                                                  | Positions Angelina Barrett, Tommy Brown, Nija Charles, Steven Franks, Ariana Grande, London Tyler Holmes, James Jarvis                 | – |
| 11. Dezember 2020 – 24. Dezember 2020 2 Wochen (insgesamt 3) | 3                                                   | Mariah Carey                                                   | All I Want for Christmas Is You Mariah Carey, Walter Afanasieff                                                                        | 103 Wochen nach erstmaligem Charteinstieg und über 25 Jahre nach Erstveröffentlichung erreicht das Weihnachtslied erstmals den Spitzenplatz. Zuvor hatte der Song insgesamt sieben Wochen auf Position zwei verbracht. Für Carey ist es der dritte Nummer-eins-Erfolg, zuletzt stand sie im September 2000 an der Chartspitze.                                                                                 |
| 25. Dezember 2020 – 31. Dezember 2020 1 Woche | 1                                                   | LadBaby                                                        | Don’t Stop Me Eatin’ Jonathan Cain, Neal Schon, Stephen Perry                                                                          | – |

## Alben
| ← 2019 ← | Liste der Nummer-eins-Hits in den britischen Charts | Liste der Nummer-eins-Hits in den britischen Charts | Liste der Nummer-eins-Hits in den britischen Charts                   | 2021 → |
| \| Zeitraum \| Wo. ges. \| Interpret \| Titel \| Zusätzliche Informationen \| \| (Zeitraum, Wochen auf Platz eins, Interpret, Titel, zusätzliche Informationen) \| \| \| \| \| \| ------------------------------------------------------------------------------ \| -------- \| ------------------------------------------ \| --------------------------------------------------------------------- \| --------------------------------------------------------------------------------------------------------------------------------------------------------------------------------------------------------------------------------------------------------- \| \| 13. Dezember 2019 – 2. Januar 2020 3 Wochen \| 3 \| Rod Stewart & Royal Philharmonic Orchestra \| You’re in My Heart: Rod Stewart with the Royal Philharmonic Orchestra \| – \| \| 3. Januar 2020 – 9. Januar 2020 1 Woche (insgesamt 10) \| 10 \| Lewis Capaldi \| Divinely Uninspired to a Hellish Extent \| Das Debütalbum des schottischen Songwriters erschien bereits 2019, dominierte aber die britischen Albencharts 2020 und verkaufte sich in diesem Jahr 456.000 mal. Insgesamt blieb es 77 Wochen in den Top-10 und stellte damit einen neuen Rekord auf.[1] \| \| 10. Januar 2020 – 16. Januar 2020 1 Woche \| 1 \| Stormzy \| Heavy Is the Head \| – \| \| 17. Januar 2020 – 23. Januar 2020 1 Woche (insgesamt 10) \| 10 \| Lewis Capaldi \| Divinely Uninspired to a Hellish Extent \| – \| \| 24. Januar 2020 – 30. Januar 2020 1 Woche \| 1 \| Eminem \| Music to Be Murdered By \| – \| \| 31. Januar 2020 – 6. Februar 2020 1 Woche \| 1 \| J Hus \| Big Conspiracy \| – \| \| 7. Februar 2020 – 13. Februar 2020 1 Woche \| 1 \| Blossoms \| Foolish Loving Spaces \| – \| \| 14. Februar 2020 – 20. Februar 2020 1 Woche \| 1 \| Green Day \| Father of All Motherfuckers \| – \| \| 21. Februar 2020 – 27. Februar 2020 1 Woche \| 1 \| Justin Bieber \| Changes \| – \| \| 28. Februar 2020 – 5. März 2020 1 Woche \| 1 \| BTS \| Map of the Soul: 7 \| – \| \| 6. März 2020 – 12. März 2020 1 Woche (insgesamt 10) \| 10 \| Lewis Capaldi \| Divinely Uninspired to a Hellish Extent \| – \| \| 13. März 2020 – 19. März 2020 1 Woche \| 1 \| Paul Heaton & Jacqui Abbott \| Manchester Calling \| – \| \| 20. März 2020 – 26. März 2020 1 Woche \| 1 \| Niall Horan \| Heartbreak Weather \| – \| \| 27. März 2020 – 2. April 2020 1 Woche \| 1 \| The Weeknd \| After Hours \| – \| \| 3. April 2020 – 9. April 2020 1 Woche \| 1 \| 5 Seconds of Summer \| Calm \| – \| \| 10. April 2020 – 23. April 2020 2 Wochen (insgesamt 4) \| 4 \| Dua Lipa \| Future Nostalgia \| Future Nostalgia von Dua Lipa wurde das erfolgreichste Album, das 2020 veröffentlicht wurde.[1] \| \| 24. April 2020 – 30. April 2020 1 Woche \| 1 \| Gerry Cinnamon \| The Bonny \| – \| \| 1. Mai 2020 – 7. Mai 2020 1 Woche (insgesamt 4) \| 4 \| Dua Lipa \| Future Nostalgia \| – \| \| 8. Mai 2020 – 14. Mai 2020 1 Woche \| 1 \| Drake \| Dark Lane Demo Tapes \| – \| \| 15. Mai 2020 – 21. Mai 2020 1 Woche (insgesamt 4) \| 4 \| Dua Lipa \| Future Nostalgia \| – \| \| 22. Mai 2020 – 28. Mai 2020 1 Woche (insgesamt 10) \| 10 \| Lewis Capaldi \| Divinely Uninspired to a Hellish Extent \| – \| \| 29. Mai 2020 – 4. Juni 2020 1 Woche \| 1 \| The 1975 \| Notes on a Conditional Form \| – \| \| 5. Juni 2020 – 18. Juni 2020 2 Wochen \| 2 \| Lady Gaga \| Chromatica \| – \| \| 19. Juni 2020 – 25. Juni 2020 1 Woche \| 1 \| Liam Gallagher \| MTV Unplugged (Live at Hull City Hall) \| – \| \| 26. Juni 2020 – 2. Juli 2020 1 Woche \| 1 \| Bob Dylan \| Rough and Rowdy Ways \| – \| \| 3. Juli 2020 – 9. Juli 2020 1 Woche \| 1 \| Haim \| Women in Music, Pt. III \| – \| \| 10. Juli 2020 – 16. Juli 2020 1 Woche \| 1 \| Paul Weller \| On Sunset \| – \| \| 17. Juli 2020 – 23. Juli 2020 1 Woche \| 1 \| Juice Wrld \| Legends Never Die \| – \| \| 24. Juli 2020 – 30. Juli 2020 1 Woche \| 1 \| Ellie Goulding \| Brightest Blue \| – \| \| 31. Juli 2020 – 20. August 2020 3 Wochen \| 3 \| Taylor Swift \| Folklore \| – \| \| 21. August 2020 – 27. August 2020 1 Woche \| 1 \| Biffy Clyro \| A Celebration of Endings \| – \| \| 28. August 2020 – 3. September 2020 1 Woche \| 1 \| The Killers \| Imploding the Mirage \| – \| \| 4. September 2020 – 10. September 2020 1 Woche \| 1 \| Nines \| Crabs in a Bucket \| – \| \| 11. September 2020 – 17. September 2020 1 Woche \| 1 \| The Rolling Stones \| Goats Head Soup \| – \| \| 18. September 2020 – 24. September 2020 1 Woche \| 1 \| Doves \| The Universal Want \| – \| \| 25. September 2020 – 1. Oktober 2020 1 Woche \| 1 \| Pop Smoke \| Shoot for the Stars, Aim for the Moon \| Pop Smokes Album Shoot for the Stars, Aim for the Moon war das erfolgreichste Debütalbum des Jahres und das erste posthume Debütalbum auf Platz 1 der britischen Charts.[1] \| \| 2. Oktober 2020 – 8. Oktober 2020 1 Woche \| 1 \| Idles \| Ultra Mono \| – \| \| 9. Oktober 2020 – 15. Oktober 2020 1 Woche \| 1 \| Queen & Adam Lambert \| Queen & Adam Lambert: Live Around the World \| – \| \| 16. Oktober 2020 – 22. Oktober 2020 1 Woche \| 1 \| Headie One \| Edna \| – \| \| 23. Oktober 2020 – 29. Oktober 2020 1 Woche \| 1 \| The Vamps \| Cherry Blossom \| – \| \| 30. Oktober 2020 – 5. November 2020 1 Woche \| 1 \| Bruce Springsteen \| Letter to You \| – \| \| 6. November 2020 – 12. November 2020 1 Woche \| 1 \| Ariana Grande \| Positions \| – \| \| 13. November 2020 – 19. November 2020 1 Woche \| 1 \| Kylie Minogue \| Disco \| – \| \| 20. November 2020 – 26. November 2020 1 Woche \| 1 \| AC/DC \| Power Up \| – \| \| 27. November 2020 – 3. Dezember 2020 1 Woche \| 1 \| Michael Ball & Alfie Boe \| Together at Christmas \| – \| \| 4. Dezember 2020 – 10. Dezember 2020 1 Woche \| 1 \| Gary Barlow \| Music Played by Humans \| – \| \| 11. Dezember 2020 – 17. Dezember 2020 1 Woche \| 1 \| Yungblud \| Weird! \| – \| \| 18. Dezember 2020 – 24. Dezember 2020 1 Woche (insgesamt 2) \| 2 \| Taylor Swift \| Evermore \| – \| \| 25. Dezember 2020 – 31. Dezember 2020 1 Woche \| 1 \| Paul McCartney \| McCartney III \| – \| |                                                     |                                                     |                                                                       | |
| ← 2019 |                                                     |                                                     |                                                                       | → 2021 → |
| Zeitraum | Wo. ges.                                            | Interpret                                           | Titel                                                                 | Zusätzliche Informationen |
| (Zeitraum, Wochen auf Platz eins, Interpret, Titel, zusätzliche Informationen) |                                                     |                                                     |                                                                       | |
| 13. Dezember 2019 – 2. Januar 2020 3 Wochen | 3                                                   | Rod Stewart & Royal Philharmonic Orchestra          | You’re in My Heart: Rod Stewart with the Royal Philharmonic Orchestra | – |
| 3. Januar 2020 – 9. Januar 2020 1 Woche (insgesamt 10) | 10                                                  | Lewis Capaldi                                       | Divinely Uninspired to a Hellish Extent                               | Das Debütalbum des schottischen Songwriters erschien bereits 2019, dominierte aber die britischen Albencharts 2020 und verkaufte sich in diesem Jahr 456.000 mal. Insgesamt blieb es 77 Wochen in den Top-10 und stellte damit einen neuen Rekord auf. |
| 10. Januar 2020 – 16. Januar 2020 1 Woche | 1                                                   | Stormzy                                             | Heavy Is the Head                                                     | – |
| 17. Januar 2020 – 23. Januar 2020 1 Woche (insgesamt 10) | 10                                                  | Lewis Capaldi                                       | Divinely Uninspired to a Hellish Extent                               | – |
| 24. Januar 2020 – 30. Januar 2020 1 Woche | 1                                                   | Eminem                                              | Music to Be Murdered By                                               | – |
| 31. Januar 2020 – 6. Februar 2020 1 Woche | 1                                                   | J Hus                                               | Big Conspiracy                                                        | – |
| 7. Februar 2020 – 13. Februar 2020 1 Woche | 1                                                   | Blossoms                                            | Foolish Loving Spaces                                                 | – |
| 14. Februar 2020 – 20. Februar 2020 1 Woche | 1                                                   | Green Day                                           | Father of All Motherfuckers                                           | – |
| 21. Februar 2020 – 27. Februar 2020 1 Woche | 1                                                   | Justin Bieber                                       | Changes                                                               | – |
| 28. Februar 2020 – 5. März 2020 1 Woche | 1                                                   | BTS                                                 | Map of the Soul: 7                                                    | – |
| 6. März 2020 – 12. März 2020 1 Woche (insgesamt 10) | 10                                                  | Lewis Capaldi                                       | Divinely Uninspired to a Hellish Extent                               | – |
| 13. März 2020 – 19. März 2020 1 Woche | 1                                                   | Paul Heaton & Jacqui Abbott                         | Manchester Calling                                                    | – |
| 20. März 2020 – 26. März 2020 1 Woche | 1                                                   | Niall Horan                                         | Heartbreak Weather                                                    | – |
| 27. März 2020 – 2. April 2020 1 Woche | 1                                                   | The Weeknd                                          | After Hours                                                           | – |
| 3. April 2020 – 9. April 2020 1 Woche | 1                                                   | 5 Seconds of Summer                                 | Calm                                                                  | – |
| 10. April 2020 – 23. April 2020 2 Wochen (insgesamt 4) | 4                                                   | Dua Lipa                                            | Future Nostalgia                                                      | Future Nostalgia von Dua Lipa wurde das erfolgreichste Album, das 2020 veröffentlicht wurde. |
| 24. April 2020 – 30. April 2020 1 Woche | 1                                                   | Gerry Cinnamon                                      | The Bonny                                                             | – |
| 1. Mai 2020 – 7. Mai 2020 1 Woche (insgesamt 4) | 4                                                   | Dua Lipa                                            | Future Nostalgia                                                      | – |
| 8. Mai 2020 – 14. Mai 2020 1 Woche | 1                                                   | Drake                                               | Dark Lane Demo Tapes                                                  | – |
| 15. Mai 2020 – 21. Mai 2020 1 Woche (insgesamt 4) | 4                                                   | Dua Lipa                                            | Future Nostalgia                                                      | – |
| 22. Mai 2020 – 28. Mai 2020 1 Woche (insgesamt 10) | 10                                                  | Lewis Capaldi                                       | Divinely Uninspired to a Hellish Extent                               | – |
| 29. Mai 2020 – 4. Juni 2020 1 Woche | 1                                                   | The 1975                                            | Notes on a Conditional Form                                           | – |
| 5. Juni 2020 – 18. Juni 2020 2 Wochen | 2                                                   | Lady Gaga                                           | Chromatica                                                            | – |
| 19. Juni 2020 – 25. Juni 2020 1 Woche | 1                                                   | Liam Gallagher                                      | MTV Unplugged (Live at Hull City Hall)                                | – |
| 26. Juni 2020 – 2. Juli 2020 1 Woche | 1                                                   | Bob Dylan                                           | Rough and Rowdy Ways                                                  | – |
| 3. Juli 2020 – 9. Juli 2020 1 Woche | 1                                                   | Haim                                                | Women in Music, Pt. III                                               | – |
| 10. Juli 2020 – 16. Juli 2020 1 Woche | 1                                                   | Paul Weller                                         | On Sunset                                                             | – |
| 17. Juli 2020 – 23. Juli 2020 1 Woche | 1                                                   | Juice Wrld                                          | Legends Never Die                                                     | – |
| 24. Juli 2020 – 30. Juli 2020 1 Woche | 1                                                   | Ellie Goulding                                      | Brightest Blue                                                        | – |
| 31. Juli 2020 – 20. August 2020 3 Wochen | 3                                                   | Taylor Swift                                        | Folklore                                                              | – |
| 21. August 2020 – 27. August 2020 1 Woche | 1                                                   | Biffy Clyro                                         | A Celebration of Endings                                              | – |
| 28. August 2020 – 3. September 2020 1 Woche | 1                                                   | The Killers                                         | Imploding the Mirage                                                  | – |
| 4. September 2020 – 10. September 2020 1 Woche | 1                                                   | Nines                                               | Crabs in a Bucket                                                     | – |
| 11. September 2020 – 17. September 2020 1 Woche | 1                                                   | The Rolling Stones                                  | Goats Head Soup                                                       | – |
| 18. September 2020 – 24. September 2020 1 Woche | 1                                                   | Doves                                               | The Universal Want                                                    | – |
| 25. September 2020 – 1. Oktober 2020 1 Woche | 1                                                   | Pop Smoke                                           | Shoot for the Stars, Aim for the Moon                                 | Pop Smokes Album Shoot for the Stars, Aim for the Moon war das erfolgreichste Debütalbum des Jahres und das erste posthume Debütalbum auf Platz 1 der britischen Charts.                                                                               |
| 2. Oktober 2020 – 8. Oktober 2020 1 Woche | 1                                                   | Idles                                               | Ultra Mono                                                            | – |
| 9. Oktober 2020 – 15. Oktober 2020 1 Woche | 1                                                   | Queen & Adam Lambert                                | Queen & Adam Lambert: Live Around the World                           | – |
| 16. Oktober 2020 – 22. Oktober 2020 1 Woche | 1                                                   | Headie One                                          | Edna                                                                  | – |
| 23. Oktober 2020 – 29. Oktober 2020 1 Woche | 1                                                   | The Vamps                                           | Cherry Blossom                                                        | – |
| 30. Oktober 2020 – 5. November 2020 1 Woche | 1                                                   | Bruce Springsteen                                   | Letter to You                                                         | – |
| 6. November 2020 – 12. November 2020 1 Woche | 1                                                   | Ariana Grande                                       | Positions                                                             | – |
| 13. November 2020 – 19. November 2020 1 Woche | 1                                                   | Kylie Minogue                                       | Disco                                                                 | – |
| 20. November 2020 – 26. November 2020 1 Woche | 1                                                   | AC/DC                                               | Power Up                                                              | – |
| 27. November 2020 – 3. Dezember 2020 1 Woche | 1                                                   | Michael Ball & Alfie Boe                            | Together at Christmas                                                 | – |
| 4. Dezember 2020 – 10. Dezember 2020 1 Woche | 1                                                   | Gary Barlow                                         | Music Played by Humans                                                | – |
| 11. Dezember 2020 – 17. Dezember 2020 1 Woche | 1                                                   | Yungblud                                            | Weird!                                                                | – |
| 18. Dezember 2020 – 24. Dezember 2020 1 Woche (insgesamt 2) | 2                                                   | Taylor Swift                                        | Evermore                                                              | – |
| 25. Dezember 2020 – 31. Dezember 2020 1 Woche | 1                                                   | Paul McCartney                                      | McCartney III                                                         | – |

## Jahreshitparaden
| ← 2019 ← | Liste der Nummer-eins-Hits in den britischen Charts | Liste der Nummer-eins-Hits in den britischen Charts    | Liste der Nummer-eins-Hits in den britischen Charts | 2021 →   |
| \| Singles \| Position# \| Alben \| \| ---------------------------------------------------------------------------------------------------------------------------------------------------------- \| --------- \| ------------------------------------------------------ \| \| Blinding Lights The Weeknd Abel Tesfaye, Ahmad Balshe, Jason Quenneville, Max Martin, Oscar Holter \| 1 \| Divinely Uninspired to a Hellish Extent Lewis Capaldi \| \| Dance Monkey Tones and I Toni Watson \| 2 \| Fine Line Harry Styles \| \| Roses Saint Jhn Carlos Phillips, Lee Stashenko \| 3 \| Future Nostalgia Dua Lipa \| \| Before You Go Lewis Capaldi Lewis Capaldi, Ben Kohn, Pete Kelleher, Phil Plested, Tom Barnes \| 4 \| When We All Fall Asleep, Where Do We Go? Billie Eilish \| \| Head & Heart Joel Corry feat. MNEK Lewis Thompson, Neave Applebaum, Robert Harvey, John Courtidis, Daniel Dare, Uzoechi Emenike, Leo Kalyan und Joel Corry \| 5 \| Heavy Is the Head Stormzy \| \| Don’t Start Now Dua Lipa Caroline Ailin, Ian Kirkpatrick, Dua Lipa, Emily Warren \| 6 \| Shoot for the Stars, Aim for the Moon Pop Smoke \| \| Rockstar DaBaby feat. Roddy Ricch Jonathan Kirk, Rodrick Moore Jr., Ross Portaro IV \| 7 \| No. 6 Collaborations Project Ed Sheeran \| \| Someone You Loved Lewis Capaldi Lewis Capaldi, Samuel Romans, Thomas Barnes, Peter Kelleher, Benjamin Kohn \| 8 \| Greatest Hits Queen \| \| Own It Stormzy, Ed Sheeran, Burna Boy Michael Omari, Ed Sheeran, Fred Gibson, Damini Ogulu \| 9 \| Diamonds Elton John \| \| Watermelon Sugar Harry Styles Harry Styles, Mitch Rowland, Tyler Johnson, Thomas Hull \| 10 \| 50 Years – Don’t Stop Fleetwood Mac \| |                                                     |                                                        |                                                     |          |
| ← 2019 |                                                     |                                                        |                                                     | → 2021 → |
| Singles | Position#                                           | Alben                                                  |                                                     |          |
| Blinding Lights The Weeknd Abel Tesfaye, Ahmad Balshe, Jason Quenneville, Max Martin, Oscar Holter | 1                                                   | Divinely Uninspired to a Hellish Extent Lewis Capaldi  |                                                     |          |
| Dance Monkey Tones and I Toni Watson | 2                                                   | Fine Line Harry Styles                                 |                                                     |          |
| Roses Saint Jhn Carlos Phillips, Lee Stashenko | 3                                                   | Future Nostalgia Dua Lipa                              |                                                     |          |
| Before You Go Lewis Capaldi Lewis Capaldi, Ben Kohn, Pete Kelleher, Phil Plested, Tom Barnes | 4                                                   | When We All Fall Asleep, Where Do We Go? Billie Eilish |                                                     |          |
| Head & Heart Joel Corry feat. MNEK Lewis Thompson, Neave Applebaum, Robert Harvey, John Courtidis, Daniel Dare, Uzoechi Emenike, Leo Kalyan und Joel Corry | 5                                                   | Heavy Is the Head Stormzy                              |                                                     |          |
| Don’t Start Now Dua Lipa Caroline Ailin, Ian Kirkpatrick, Dua Lipa, Emily Warren | 6                                                   | Shoot for the Stars, Aim for the Moon Pop Smoke        |                                                     |          |
| Rockstar DaBaby feat. Roddy Ricch Jonathan Kirk, Rodrick Moore Jr., Ross Portaro IV | 7                                                   | No. 6 Collaborations Project Ed Sheeran                |                                                     |          |
| Someone You Loved Lewis Capaldi Lewis Capaldi, Samuel Romans, Thomas Barnes, Peter Kelleher, Benjamin Kohn | 8                                                   | Greatest Hits Queen                                    |                                                     |          |
| Own It Stormzy, Ed Sheeran, Burna Boy Michael Omari, Ed Sheeran, Fred Gibson, Damini Ogulu | 9                                                   | Diamonds Elton John                                    |                                                     |          |
| Watermelon Sugar Harry Styles Harry Styles, Mitch Rowland, Tyler Johnson, Thomas Hull | 10                                                  | 50 Years – Don’t Stop Fleetwood Mac                    |                                                     |          |